# Christian Lund (skuespiller)
 For alternative betydninger, se Christian Lund. (Se også artikler, som begynder med Christian Lund)
Christian Lund (født 17. november 1983) er en dansk musicalperformer, skuespiller og sanger. Christian Lund er uddannet fra Det Danske Musicalakademi i Fredericia i 2008 og debuterede i The Wild Party på Gladsaxe Teater samme år. På Det Ny Teater har han medvirket i musicals såsom Les Misérables, The Book of Mormon (en), ''Dance of the Vampires'' (en), som Raoul i The Phantom of the Opera og som Chris Scott i Miss_Saigon (en). På Fredericia Teater medvirket i musicals som Esaura, High School Musical 2, The Drowsy Chaperone, som prins Erik i Disneys Den Lille Havfrue og som Kaptajn Phoebus i Disneys Klokkeren fra Notre Dame. På andre teatre bl.a. medvirket i Dirty Dancing, I Love It, Elf, Spamalot, Jesus Christ Superstar, My Fair Lady og Grease, samt havde rollen som Frej (eng. Sky) i den danske opsætning af Abba-musicalen Mamma Mia. I England medvirket i rollen som The Prince i Sleeping Beauty (panto) i Aylesbury Waterside Theatre, i rollen som Viigand i Chess in Concert og som solist i The Night Of 1000 Stars i Royal Albert Hall, samt som solist i Best of... Rock Musicals i Eventim Apollo. Christian lægger stemme til en række tegnefilm/film såsom Netflix Kazoops! (en) Disneys Elena Fra Avalor, Disneys Gigantosaurus, som Prins Edward i Disneyfilmene Fortryllet og Affortryllet (en) samt som Prins Hans i Disneys animationsfilm Frost.